# Saint-Julien-près-Bort
Saint-Julien-près-Bort foi uma comuna francesa na região administrativa da Nova Aquitânia, no departamento de Corrèze. Estendia-se por uma área de 31,08 km². Em 2010 a comuna tinha 431 habitantes (densidade: 13,9 hab./km²).
Em 1 de janeiro de 2017, passou a formar parte da nova comuna de Sarroux-Saint Julien.